# Dalmellington
Dalmellington (gälisch: Dail M’Fhaolain) ist eine Stadt im Süden der schottischen Council Area East Ayrshire. Sie liegt rund 20 km südöstlich von Ayr und 55 km nordwestlich von Dumfries.

## Geschichte

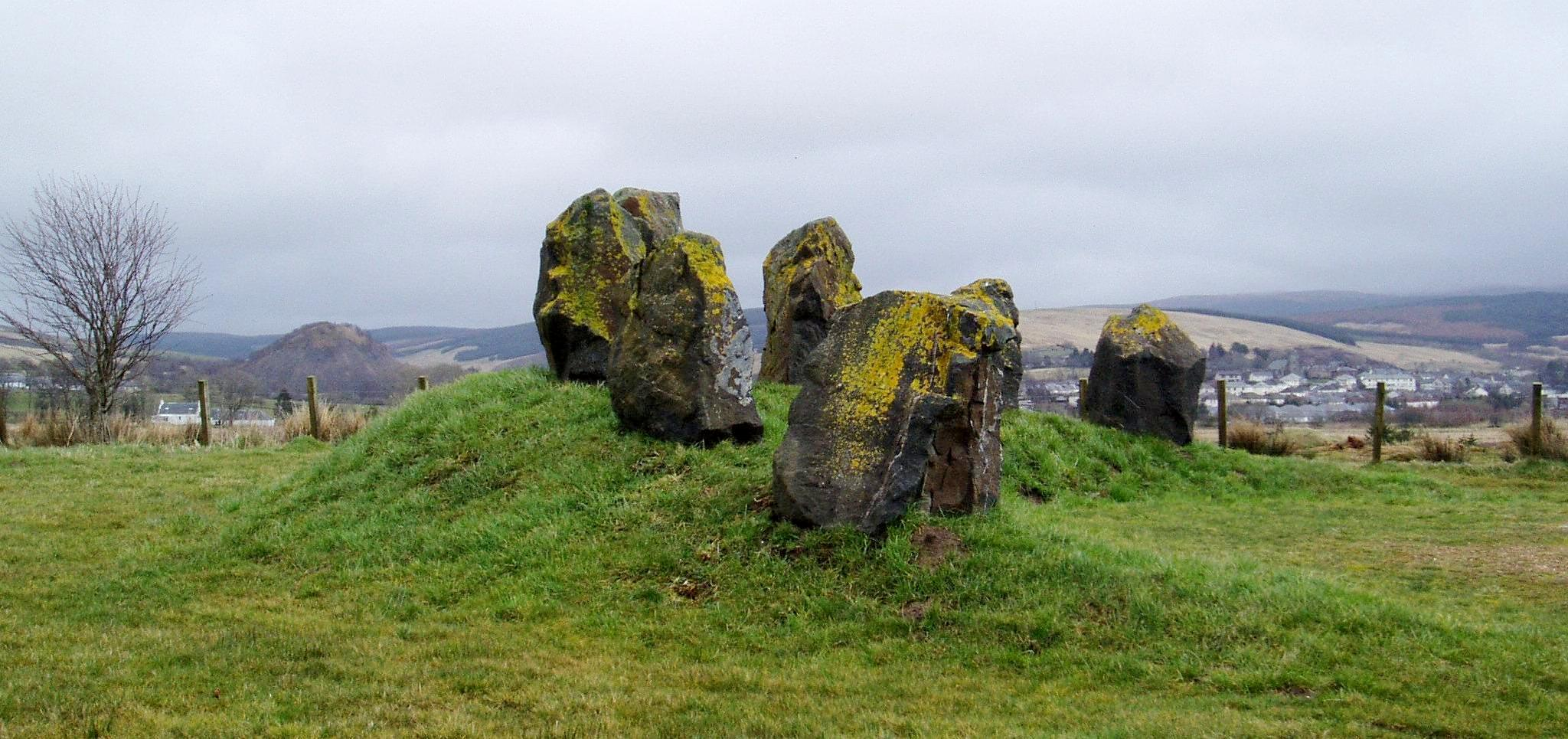
Die Dalmellingtonsteine. Ein 1999 errichtetes Denkmal der sieben Bergbau-Dörfer im Doon-Tal

Die Besiedlung der Umgebung von Dalmellington ist weit zurückverfolgbar. So befindet sich im Stadtzentrum ein Hillfort. Im Jahre 1607 erhielt Dalmellington die Rechte eines Burgh of Barony. Die Stadt entwickelte sich im Zusammenhang mit dem Kohleabbau und der Textilherstellung. Mit der Eröffnung weiterer Kohlebergwerke im 20. Jahrhundert wuchs die Ortschaft. Das letzte Bergwerk schloss im Jahre 1978. Mittlerweile wird um Dalmellington jedoch wieder Kohle im Tagebau gefördert.

## Verkehr
Dalmellington ist über die A61 (Ayr–Castle Douglas) an das Fernstraßennetz angeschlossen. Ein Bahnhof zur Versorgung des Hüttenwerks in Waterside wurde im Jahre 1856 eröffnet. Später wurde die Bahnstrecke auch für den Personenverkehr genutzt.